# レオン・ブルム
レオン・ブルム（Léon Blum、1872年4月9日 - 1950年3月30日）は、フランスの政治家。社会党に属し、3度にわたって首相を務めた。とりわけ1936年に成立したフランス人民戦線内閣の首班を務めた人物として知られる。ホロコースト生還者。

## 生涯

### 出生から社会党入党まで
1872年、ユダヤ系の中流家庭の子息としてパリに生まれた。若いときから政治家を志していたわけではなく、むしろ文学などに関心が強かった。若いころにはフランスのナショナリズムを代表する作家・思想家で下院議員も務めたモーリス・バレスを敬愛し、その知遇を得ている。また、アンドレ・ジイドとはアンリ4世校で同級であり、高等師範学校の図書館司書で当時の左派知識人に対し強い影響力を持ったリュシアン・エールとも親しかった。そのため、ソルボンヌ大学でまず文学を修め、そして法学を修めると、法律家として国家参事会に勤務しつつ文芸批評と演劇批評でも活躍した。
彼を政治の道へ進ませた決定的な要因は、1894年に起こったドレフュス事件であった。かつては自由・平等といった普遍的理念に基づいて国民の創出を図ったフランスであったが、1871年の普仏戦争敗北後は排他的・民族主義的な反独ナショナリズムが高揚していた。ドレフュス事件は、こうしたフランスの実態を暴いた事件であり、この社会情勢を憂えたブルムは、政治活動に足を踏み入れた。1896年、当時を代表する社会主義者で、ブルムが尊敬の念を抱くことになるジャン・ジョレスと知り合い、本格的に政治活動へと身を投じた。

### 統一社会党の成立
1905年、急進社会党が中産階級との接近を強めて社会主義諸勢力の抑圧を図ったことを背景として、諸勢力の結集が促され統一社会党（社会党）が成立した。当初よりブルムは社会党に加わり、社会党屈指の論客として活躍した。大戦勃発直前の1914年、反戦を訴えていたジョレスが狂信的右翼に殺害されるという悲劇を受け、ブルムは社会党内でより主導的な役割を担うようになった。1914年から1916年にかけては、公共事業相となったマルセル・サンバの官房長を務めた。1919年の総選挙にパリ東部の選挙区から出馬して当選し、1920年末のトゥール党大会での社会党分裂とフランス共産党の結党の際には社会党に留まり、以後党のリーダーと目されるようになる。左派が躍進した1924年の総選挙では再選されるも、1928年の総選挙では右派が議席を伸ばす中落選。翌29年の補選でフランス南部のオード県ナルボンヌから出馬し、下院議員に返り咲いた。以後、1932年と1936年の選挙ではナルボンヌで当選を重ね、1940年に第3共和制が崩壊するまで下院議員を務めた。
1917年、ロシア革命によってソ連が成立すると、この評価をめぐって社会党は分裂を余儀なくされた。ブルムは社会主義的な理念を尊重するものの、レーニン主義、ボリシェヴィキ独裁を否定する姿勢をとった。一方、ロシア革命を評価してレーニン主義に基づく革命路線を志向する勢力は党を離れ、フランス共産党を組織することになった。
その後、ブルムらの社会党と離党した共産党の連携はみられなかったが、1933年に隣国ドイツでアドルフ・ヒトラーが権力を獲得したことと、1934年2月6日のコンコルド広場・下院議事堂前での議会政治に反対する右翼勢力による騒擾事件（1934年2月6日の危機）の発生などで事態が変化する。ファシズム政権成立を受けて、ソ連は従来までの「社会ファシズム論（共産党が社会民主主義政党を社会主義革命実現の敵とみなす考え）」を放棄して、ファシズム勢力のこれ以上の台頭を阻止するために反ファシズム勢力の結集（人民戦線の結成）を図った。この方針は1935年のコミンテルン第7回大会で採択され、フランスでも社会党と共産党の連携が実現した。1936年の選挙は社会党、共産党、急進社会党などによる人民戦線が376議席（社会党は147議席で第一党）を獲得して勝利（敗れた右派勢力は222議席）し、ブルムを首班とした人民戦線内閣が6月4日 成立した。

### 人民戦線内閣
ブルムの人民戦線内閣が抱えた課題は多岐にわたった。国内的には何よりも世界恐慌後の不況からの脱出が望まれており、一方で労働者の権利を擁護しつつ右派勢力を牽制する必要があった。対外的には、再軍備宣言においてラインラント進駐、軍事大国化を進めるドイツと、アサーニャ率いる人民戦線政府とフランシスコ・フランコ将軍率いる反乱軍との間で内戦となっていたスペインに対し、適切な外交政策をとらなくてはならなかった。だが、これらの課題を短期間で解決するのは困難であった。
ブルムは通貨安競争対策としてアメリカやイギリスと三国通貨協定を結ぶ一方で金本位制を離脱し、フランを切り下げ、大規模な公共事業を行い、軍事産業にも多くの予算を投入して国防を充実させ不況からの脱出を図った。また、週40時間労働制、2週間の有給休暇制（バカンス）といった労働政策の充実を進めた。こうした一連の政策は「ブルムの実験」などとも称された。また、反共・反ユダヤを掲げるファシズム的な団体をいくつか解散させた。失業率は激減したものの、パリ万博の労働需要や軍備拡張などによるものとされ、ヨーロッパで最も高い物価であることや労働運動の急進化を避けて金流出が起きるなどの問題があった。また、右派の勢力は完全に衰えたわけではなく、ユダヤ系のブルムに対して個人的な言論攻撃も行われた。
外交面でも、人民戦線内閣内での対立構図が浮き彫りになっていった。スペイン内戦への干渉を望まない急進社会党と、同じ（スペイン）人民戦線への支援を訴える共産党の間の意見の相違を収拾することは不可能であった。また、労働政策に尽力したことは、中産階級を支持基盤とする急進社会党の離反を招いた。こうしてブルムは退陣を余儀なくされた。
その後に成立した急進社会党内閣にも副首相として入閣するが、急進社会党が共産党の弾圧を図るにいたってブルムら社会党は倒閣を支持した。1938年、ブルムは再び首相になるが、1ヶ月とたたずに内閣が崩壊した。こうした政治的混迷が収拾されないまま、フランスは第二次世界大戦に突入した。

### 第二次世界大戦
第二次世界大戦が勃発し、1940年にはドイツ軍がパリを陥落させ、フランスを降伏に追い込んだ（ナチス・ドイツのフランス侵攻）が、ブルムはフランスからの亡命を図らなかった。1940年7月10日にヴィシーで上下両院の合同会議でペタン元帥への全権委任をめぐる投票が行われた際には、大多数の議員が賛成票を投じたのに対し、ブルムは反対票を投じた80名の議員のうちの一人となった。無論、ユダヤ人であり社会主義者である彼が母国に留まることは極めて危険な行為であった。まず、ブルムはヴィシー政府に「フランスを弱体化させた」という罪で逮捕された。
1942年初めには、元首相のダラディエ、元軍総司令官のガムランらとともにリオンの特別法廷に被告として出廷するが、裁判の不当性を訴えるとともに、自らが政権を担っていた当時に軍備の増強に貢献したこと、逆にヴィシー政府で権力を握っている人々が政権の座にあった当時にはそれが進まなかったことなどを主張し、ダラディエとともに裁判を中断・無期延期に追い込んだ。
そして1943年にはドイツへと送られ、まずブーヘンヴァルト、ついでダッハウ、そしてティロルの強制収容所に収監された。ブルムの弟ルネ・ブルム（René Blum）はバレエ振付師で、オペラ・ド・モンテカルロ付属バレエ団（Opéra de Monte-Carlo）創設者であった。ルネは逮捕され、1943年にアウシュヴィッツに送られて間もなく処刑された。
やがてブルムは連合国軍による解放によって強制収容所から救出された。彼の代表的なエッセイである『人間としての尺度』（邦題『人間から人間へ ― わが人民戦線の回想』）は、この収容所で記されたものである。

### 戦後
第二次世界大戦後、1946年から1947年にかけて再び首相を務めてフランス第四共和政の成立に一役を買い、翌1948年に暫く副首相を務めた。晩年はド・ゴール主義、共産主義批判を展開。中道政党の同盟を提唱した。
1950年にパリ郊外で死去。

## 係累
最初の妻リーズはアルフレッド・コルトーの妻のいとこ。二度目の妻テレーズ・ペレールはポール・デュカスの妻の姉妹にあたる。

## 著書
- 『結婚について』(Du mariage, 1907) 福永英二、新関岳雄共訳、ダヴィッド社、1951年、同改訂版 1953年; 角川書店、1959年; 二見書房、1967年。
- 『若き世代に与う』福永英二・清水三郎次共訳、ダヴィッド社、1952年。
- 『ドレフュス事件の思い出』(Souvenirs sur l'Affaire, 1935) 稲葉三千男訳、創風社、1998年。
- 『人間から人間へ ― わが人民戦線の回想』(À l'échelle humaine, 1945) 吉田八重子訳、人文書院、1975年。